# Nisporeni
Nisporeni è una città della Moldavia capoluogo del distretto omonimo di 12.105 abitanti al censimento del 2004.
È situata in una gola lungo il fiume Nârnova, affluente del Prut. Dista 70 km dalla capitale Chișinău e 12 km dalla frontiera con la Romania. 

## Storia
La città è menzionata per la prima volta in un documento ufficiale nel 1618, un documento firmato da Gașpar Graziani. Nel censimento del 1875 c'erano 3.532 abitanti, tra cui 1.840 uomini. L'economia si basava essenzialmente sulla coltivazione di uva e mele. 

## Società

### Evoluzione demografica
In base ai dati del censimento, la popolazione è così divisa dal punto di vista etnico:
| Etnia       | Abitanti | %     |
| ----------- | -------- | ----- |
| Moldavi     | 10.443   | 86,27 |
| Ucraini     | 83       | 0,69  |
| Russi       | 150      | 1,24  |
| Gagauzi     | 4        | 0,03  |
| Bulgari     | 12       | 0,1   |
| Rumeni      | 1.362    | 11,25 |
| Altre etnie | 51       | 0,42  |